# Municipio de Bridgeport (Misuri)
Bridgeport Township es un municipio inactiv0 del condado de Warren, Misuri, Estados Unidos. Según el censo de 2020, tiene una población de 637 habitantes.
La subdivisión tiene un código censal Z1, que indica que no está en funcionamiento (non-functioning county subdivision).

## Geografía
Está ubicada en las coordenadas 38°46′29″N 91°21′28″O / 38.77472, -91.35778 (38.77484, -91.35786). Según la Oficina del Censo de los Estados Unidos, tiene una superficie total de 155.04 km², de la cual 152.31 km² corresponden a tierra firme y 2.73 km² son agua.

## Demografía
Según el censo de 2020, hay 637 personas residiendo en la zona. La densidad de población es de 4.18 hab./km². El 94.35 % de los habitantes son blancos, el 0.78 % son afroamericanos, el 0.16 % es asiático, el 0.63 % son de otras razas y el 4.08 % son de una mezcla de razas. Del total de la población, el 1.10 % son hispanos o latinos de cualquier raza.